# Чижова, Людмила Яковлевна
Людми́ла Я́ковлевна Чижо́ва (род. 22 августа 1939, Песчаный Брод, Кировоградская область) — советская и украинская поэтесса.

## Биография
В 1955 году стала студенткой Мигиевского техникума-совхоза (в Первомайском районе Николаевской области). В 1959 году получила диплом агронома. В 1975 году окончила Киевский государственный институт культуры по специальности «режиссёр».
С 1963 года начала печататься в газете «Советская правда» Вознесенского района.

## Награды
- Премия имени Н. Аркаса (2000)

## Произведения
- Барви літа. — Миколаїв, 1994. — 42 с.
- Води живої джерело. — Миколаїв, 1994. — 42 с.
- День пророка Наума: (За народними традиціями). — Миколаїв, 1995. — 8 с.
- Окраса життя: Вірші, поетична казка, поема: (За народними переказами, повір`ями та легендами про села Півдня України). — Миколаїв, 1996. — 40 с.
- Ода матері: Вірші.: Легенди, казка. — Миколаїв, 1997. — 36 с.
- Емигея: Книжка поезій. — Миколаїв, 1999. — 56 с
- Казка на канікулах: Поетична сучасна казочка для дітей. — Миколаїв, 2001. — 23 с.
- Степова птаха: Оповідання та новели різних років. — Миколаїв: Вечерний Николаев, 2001. — 67 с.
- Новорічна казка: Для дітей дошк. та молодш. шк. віку. — Миколаїв: МФ НаУКМА, 2002. — 23 с.: іл.
- Із глибини народної криниці (легенди, казки та перекази рідного краю). — Миколаїв: ПП «Гудим», 2003. — 122 с.
- Казка дідуся Гната: Для дітей молодш. шкільного віку. — Миколаїв: ПП «Гудим», 2003. — 15 с.
- Вірші // Література рідного краю: Письменники Миколаївщини: Посібник-хрестоматія. — Миколаїв, 2003. — С.140-145.